# Нечаев, Алексей Геннадьевич
Алексе́й Генна́дьевич Неча́ев (род. 30 августа 1966, Химки, Московская область) — российский государственный и политический деятель. Руководитель фракции «Новые люди» в Государственной Думе Федерального собрания Российской Федерации с 12 октября 2021 года. Член Центрального штаба общественного движения «Общероссийский народный фронт» с 2019 по 2020 год.
Председатель политической партии «Новые люди». Президент российской косметической компании «Faberlic».
25 февраля 2022 года, после признания Россией независимости подконтрольных ей ДНР и ЛНР, был внесён в санкционный список Евросоюза; 11 марта — в санкционный список Великобритании, в октябре 2022 года Канады — за «причастность в распространении российской дезинформации и пропаганды». Кроме этого находится под санкциями США, Швейцарии, Австралии, Японии, Украины и Новой Зеландии.

## Ранние годы
Алексей Нечаев родился 30 августа 1966 года. Он единственный ребёнок в семье. Его мать Елена Васильевна Бинат (гречанка по национальности) — школьная учительница. Отец Геннадий Николаевич Нечаев — по первому образованию атомный инженер, выпускник МИФИ, работал на заводе начальником лаборатории методов защиты и контроля реакторов; позднее по партийной линии был выдвинут на получение второго высшего образования во внешнеторговой академии, овладел несколькими иностранными языками, часто выезжал за рубеж.
C 1983 по 1988 год Алексей Нечаев учился в МГУ им. Ломоносова на юридическом факультете, был членом ВЛКСМ. На срочную службу не призывался. После первого курса работал вожатым в пионерлагере МГУ «Юность». В 1985-м году проходил парусную практику в пионерской флотилии «Каравелла», организованной Владиславом Крапивиным. Основал движение разновозрастных отрядов «Рассвет», в котором велась внешкольная работа с детьми. Дети ходили в парусные походы, занимались рукопашным боем и фехтованием.

## Предпринимательская деятельность
В 1990 году начал заниматься бизнесом — сначала продажей газет и книг в переходах у метро. Вместе с партнёрами учредил издательство детской литературы «Мастер». В издательстве было выпущено первое издание «Хроник Нарнии».
В 1993—1995 годах был управляющим, затем генеральным директором чекового инвестиционного фонда (ЧИФ) «Республика». К деятельности этого фонда, как и к деятельности входившего в состав «Республики» «Авиационно-морского чекового инвестиционного фонда», предъявляло претензии Госкомимущество России (ГКИ). Впоследствии до 1996 года работал на фондовом рынке на Украине.
В 1997 году Нечаев создал и возглавил компанию по производству и торговле косметикой «Русская линия». В том же году Нечаевым и его партнёром Александром Даванковым был приобретён у Умара Ахсярова патент на «аквафтэм». Данное обозначение имеет эмульсия на основе перфторуглеродных соединений (в ингредиентах самой косметики значится перфтордекалин). Самое вещество возникло в результате работ советских учёных по разработке препарата кровезамещения. Данное вещество стало основой для продуктов «Русской линии», а впоследствии и Faberlic.
Для проекта была выбрана работа в формате прямых продаж. С момента основания Нечаев был и остаётся единоличным лидером компании. На начальном этапе он инвестировал в проект $2 млн собственных средств и ещё $1 млн взял на развитие компании у знакомых.
В 2001 году, в связи с выходом на международные рынки, им был произведён ребрендинг, и название компании было изменено на Faberlic. Чуть ранее в 2000 году из-за выхода на зарубежные рынки по инициативе партнёров начала разрабатываться новая линия продуктов. Затем Алексей Нечаев с Александром Даванковым произвели коренную перестройку системы распространения, в рамках которой помимо прямых продаж была запущена сеть монобрендовых магазинов Beauty Cafe, в которых начали продавать продукцию Faberlic.
Компания — лидер по экспорту и один из крупнейших российских производителей средств гигиены и косметики. Входит в тройку лидеров рынка среди компаний, специализирующихся на прямых продажах в России и в пятёрку лидеров парфюмерно-косметического рынка России. Сеть партнёров-распространителей Faberlic составляет миллион человек в России. Кроме России, компания работает ещё в 40 странах мира и входит в число 50 крупнейших мировых компаний, специализирующихся на прямых продажах. С 2006 года Faberlic входит в мировой рейтинг крупнейших косметических компаний издания Women’s Wear Daily, где является единственным представителем России. В 2015 году компания заняла 3 место в списке самых быстрорастущих косметических компаний, составленном WWD.
К 2017 году Faberlic стала крупнейшей российской компанией на рынке прямых продаж и одним из крупнейших российских производителей косметики.
Алексей Нечаев менторствует в ряде инновационных проектов Faberlic.
В феврале 2021 года инвестиционный фонд Алексея Нечаева приобрёл интернет-издание Sports.ru.

## Общественная деятельность
С 2004 по 2007 год — член Совета по конкурентоспособности и предпринимательству при Правительстве Российской Федерации.
В 2010 году после посещения форума Селигер, вместе с федеральным комиссаром молодёжного движения Наши Мариной Задемидьковой, создал «Зелёное движение России „ЭКА“», став основным спонсором проекта. Движение объявило и реализовало программу по высадке 10 миллионов деревьев в пострадавших от лесных пожаров и экологически неблагополучных регионах.
В 2012 году Алексей Нечаев основал образовательную программу «Капитаны», которая открылась в 13 регионах страны. Затем он создал семейный Благотворительный фонд «Капитаны». При поддержке этого фонда на базе Института управления и социально-экономического планирования Российского экономического университета им. Г. В. Плеханова был создан факультет бизнеса «Капитаны». В 2016 году образовательная программа «Капитаны» стала лауреатом премии «Основа Роста-2016», как «Лучший образовательный проект в области предпринимательства». Также «Капитаны» были признаны 7-м крупнейшим студенческим акселератором в мире.
В 2018 году являлся доверенным лицом Владимира Путина на президентских выборах.
В 2019 году вступил в ОНФ, член центрального штаба организации.
30 сентября 2022 года выступил на концерте «Своих не бросаем», организованном ОНФ и посвящённом референдумам о присоединении к России оккупированных территорий Украины.

## Политическая деятельность

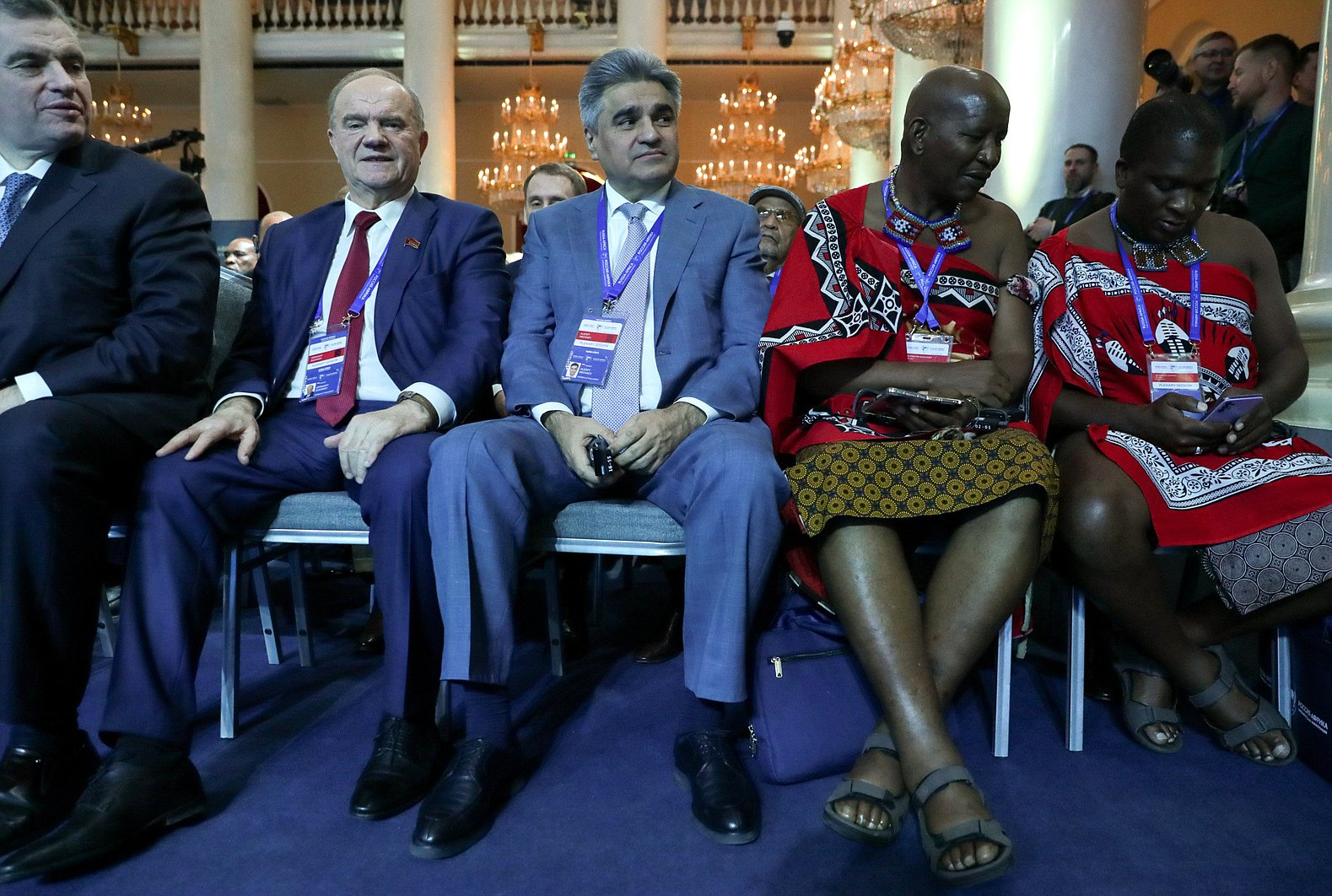
Леонид Слуцкий, Геннадий Зюганов и Алексей Нечаев. 2023

Зимой 2020 года Нечаев объявил о создании новой политической партии — «Новые люди».
В марте 2020 года Министерство юстиции России официально зарегистрировало её. 8 августа 2020 года на втором съезде партии, Нечаев был избран её председателем.
С 2019 по 2020 год являлся членом Центрального совета Общероссийского народного фронта.
19 марта 2025 года переизбран председателем партии «Новые люди».

### Депутат Государственной думы VIII созыва
19 сентября 2021 года избран депутатом Государственной Думы Федерального собрания Российской Федерации VIII созыва.
11 октября 2021 года избран руководителем фракции «Новые люди» в Государственной Думе Федерального собрания Российской Федерации VIII созыва.
В 2023 году был соавтором закона о запрете смены пола.

## Международные санкции
Из-за нарушения территориальной целостности и независимости Украины во время российско-украинской войны находится под персональными международными санкциями разных стран.
25 февраля 2022 года, на фоне вторжения России на Украину, включён в санкционный список стран Евросоюза в ответ на решение РФ признать вначале независимыми, а затем российскими территории Донецкой и Луганской областей Украины и на решение об отправке туда российских войск.
11 марта 2022 года внесён в санкционный список Великобритании «за признание независимости двух сепаратистских регионов в Украине».
30 сентября 2022 года был внесён в санкционный список США в ответ на «фиктивные референдумы» и «аннексию территорий Украины российскими оккупационными силами». Государственный департамент отмечает что депутаты единогласно приняли закон о фейках, а некоторые депутаты сыграли ключевую роль в распространении российской дезинформации о войне.
14 октября 2022 внесён в санкционный список Канады «российских агентов дезинформации» которые «несут ответственность за создание условий и поддержку неоправданного вторжения России и попытки аннексии украинской территории».
По аналогичным основаниям, с 4 марта 2022 года находится под санкциями Швейцарии. С 12 апреля 2022 под персональными санкциями Японии. C 26 апреля 2022 года под санкциями Польши С 4 мая 2022 года находится под санкциями Австралии. Указом президента Украины Владимира Зеленского с 7 сентября 2022 года находится под санкциями Украины. С 12 октября 2022 года находится под санкциями Новой Зеландии. .

## Социально-политические взгляды
Нечаев выступает за возврат прямых выборов мэров российских городов, выборность судей, прокуроров, начальников региональных УМВД, отмену муниципального фильтра и снижение барьера прохождения в Государственную думу с 5 % до 1 %.
Как и созданная им партия, высказывался за возврат средств и полномочий регионам. По мнению Нечаева, 25 % налогов должны передаваться в федеральный бюджет, 75 % — оставаться в регионе.
В 2021 году выступил за введение единой федеральной оплаты в размере 75 тысяч рублей в месяц за одну педагогическую ставку и реформирование Рособрнадзора, требующего от образовательных организаций постоянной избыточной отчётности. Также Нечаев выступает за выборность ректоров вузов и директоров школ, детских садов, школ искусств и внедрение повсеместной практики коллегиального управления на уровне сообщества школы.
Выступает за легализацию откупа от призыва в Вооружённые силы, а также за расширение возможностей альтернативной гражданской службы. По мнению Нечаева, собранные таким образом средства следует распределить между теми, кто решит пройти срочную службу. Такой подход позволит отслужившим молодым людям вернуться после года службы и, например, оплатить себе качественное образование в вузе. Среди прочих инициатив по реформированию Вооружённых сил Нечаев предлагает расширить список военных профессий за счёт высококвалифицированных специалистов из сферы IT.
Также Нечаев является резким противником обязательной вакцинации от COVID-19. Отвечая на вопрос о вакцинации, постоянно подчёркивает, что у государства должно быть обязательство дать людям возможность вакцинироваться, но обязывать вакцинироваться — это неправильно.

## Семья
Алексей Нечаев во втором браке с Еленой Нечаевой. У Алексея пятеро детей — три дочери и два сына. От первого брака — старшая дочь Дарья и сын Антоний. От второго брака с Еленой Нечаевой трое детей — София, Егор и Мария — эти дети родились в домашних родах.

## Доходы
За 2020 год по отчёту, опубликованному на сайте Центризбиркома, Алексей Нечаев заработал 4,4 миллиарда рублей и занял третье место среди кандидатов в депутаты с наибольшим доходом.

## Награды
- Знак отличия «За наставничество» (25 октября 2018 года) — за заслуги в профессиональном становлении молодых специалистов и активную наставническую деятельность[61].
- Орден Дружбы (5 июля 2023 года)[62].